# NGC 383
NGC 383是一個擁有與类星体相似外觀的雙重電波星系，在天球上位於雙魚座。

## 概要
NGC 383被收錄入赫頓·阿普於1966年出版的《特殊星系圖集》。美国国家射电天文台於2006年發現NGC 383被相對接近光速運動的高能相對論性電子分為兩個部分。這些相對論性電子被檢測為X射線和無線電波波長下的同步辐射。而這些高能電子的核心來源在NGC 383的中心處，並從星系中心延伸數千秒差距的長距離，之後再電子束終端變成不連續的細絲狀消散。
NGC 383旁邊的鄰近星系有NGC 379、NGC 380、NGC 385和NGC 384。這4個星系被認為和NGC 383以及其他幾個距離相對較近的星系密切相關聯。
天文學家於2015年11月在NGC 383內發現Ia超新星SN 2015ar 。

## 外部連結
- 3C31 = B0104+321（页面存档备份，存于） (Alan Bridle / 18 June 2008)
- 3C 31（页面存档备份，存于）
- Wikisky image（页面存档备份，存于） of NGC 383